# George Knobel
George Knobel (10. prosince 1922 Roosendaal – 5. května 2012 Roosendaal) byl nizozemský fotbalový trenér. V letech 1974–1976 vedl nizozemskou reprezentaci, vybojoval s ní bronzové medaile na Mistrovství Evropy v roce 1976. Odtrénoval 15 zápasů národního týmu. Na klubové úrovni se mu nejvíce dařilo s Ajaxem Amsterdam, který trénoval v letech 1973–1974 a přivedl ho k zisku Superpoháru UEFA. S klubem Beerschot VAC vyhrál v sezóně 1978/79 belgický pohár. Působil též dlouho v Hongkongu, kde vedl tamní reprezentaci a nejznámější místní klub Seiko SA.